# 参郷駅

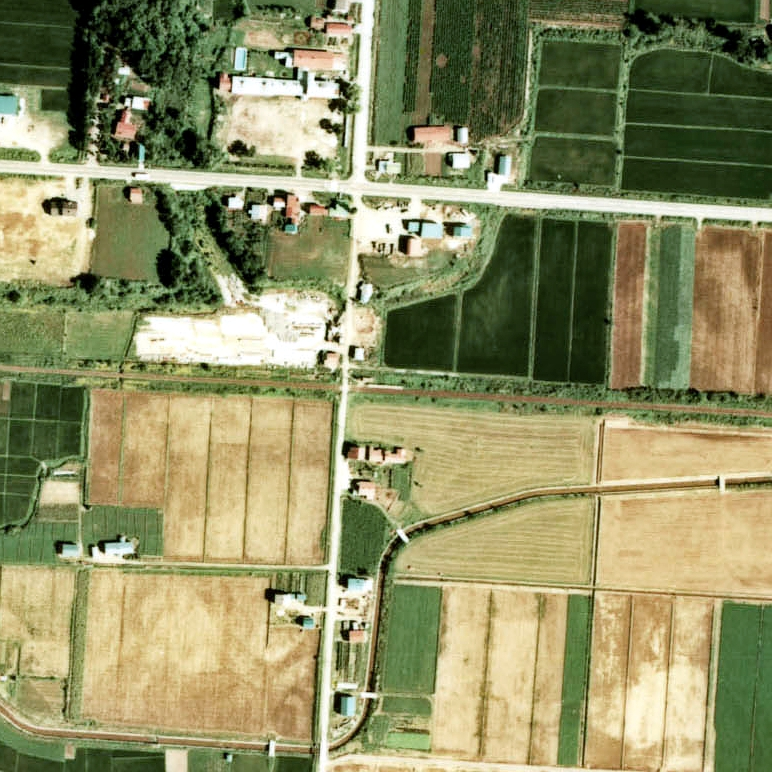
1976年の参郷駅と周囲約500m範囲。左が倶知安方面。

参郷駅（さんごうえき）は、かつて北海道（後志支庁）虻田郡倶知安町字八幡に設置されていた、日本国有鉄道（国鉄）胆振線の駅（廃駅）である。事務管理コードは▲131917。

## 歴史
- 1960年（昭和35年）10月1日 - 開業[1][4]。気動車の旅客のみ取り扱い[1]の駅員無配置駅[5]。
- 1986年（昭和61年）11月1日 - 胆振線の全線廃止に伴い、廃駅となる[2]。

### 駅名の由来
当地が「倶知安町3号線」にあることからそれをもじって名付けた。

## 駅構造
廃止時点で、単式ホーム1面1線を有する地上駅であった。ホームは、線路の北東側（倶知安方面に向かって右手側）に存在した。転轍機を持たない棒線駅となっていた。
無人駅となっており、駅舎は無いがホームの出入口附近に簡素な待合所を有した。ホームはコンクリート製の短いもので、西側の出入口は階段となっていた。

## 利用状況
- 1981年度（昭和56年度）の1日乗降客数は26人[7]。

## 駅周辺
- 国道276号（尻別国道）[8]
- 尻別川[8]
- 羊蹄山（蝦夷富士） - 駅の南[8]。

## 駅跡
2011年（平成23年）時点では、何も残っていない。2001年（平成13年）時点で六郷駅跡 - 寒別駅跡の間の線路跡は水田やビート畑に取り込まれており、2010年（平成22年）時点でも同様であった。駅跡近辺にある線路跡と道路の踏切跡には警報機の土台が残されているほか、線路のスペースを埋め立てた痕跡もある。

## 隣の駅
日本国有鉄道
胆振線
寒別駅 - 参郷駅 - 六郷駅